# Noto
Noto (sicilsko Notu; latinsko Netum) je mesto in občina s 24.000 prebivalci v pokrajini Sirakuze na Siciliji v Italiji. To je 32 kilometrov jugozahodno od mesta Sirakuze ob vznožju gorovja Iblean. Ime daje okolici  Val di Noto. Leta 2002 so Noto in cerkev razglasili za Unescovo svetovno dediščino.

## Zgodovina
Staro mesto, Noto Antica, leži 8 kilometrov neposredno severno na gori Alveria. Mesto sikulskega izvora, je bilo v antičnem obdobju znano kot Netum. Leta 263 pred našim štetjem so mesto Rimljani podelili Hieronu II. Sirakuškem. Po legendi je Dedal ostal v mestu po preletu nad Jonskim morjem, prav tako Herkul po svoji sedmi nalogi. V rimski dobi je nasprotoval magistru Veru.
Leta 866 so ga osvojili muslimani, ki so mesto povzdignili v glavno mesto enega od treh okrožij otoka (Val di Noto). Leta 1091 je postal zadnja islamska trdnjava na Siciliji, ki je padla pod kristjane. Kasneje je postalo bogato normansko mesto.
V 16. in 17. stoletju je bilo v mestu nekaj pomembnih intelektualnih osebnosti, med njimi Giovanni Aurispa, pravnik Andrea Barbazio in Antonio Corsetto ter arhitekt Matteo Carnelivari in skladatelj Mario Capuana. Leta 1503 mu je kralj Ferdinand III. podelil naziv civitas ingeniosa ('iznajdljivo mesto'). V naslednjih stoletjih se je mesto širilo in raslo izven srednjeveških mej, zgrajene so bile nove stavbe, cerkve in samostani.
Srednjeveško mesto Noto je sicilski potres leta 1693 skoraj razrušil. Več kot polovica prebivalstva naj bi umrla zaradi potresa. Odločili so se, da bodo mesto ponovno zgradili na sedanjem mestu, na levem bregu reke Asinaro, bližje jonski obali. Zaradi teh okoliščin je imelo mesto edinstveno arhitekturno homogenost, saj je bilo jedro mesta v naslednjih desetletjih po nesreči zgrajeno v tipičnem in zelo ohranjenem primeru sicilskega baroka. Postavitev je sledila mrežnemu sistemu Giovannija Battiste Landolina in uporabila poševno pobočje za scenografske učinke. Arhitekti Rosario Gagliardi, Francesco Sortino in drugi so sodelovali pri oblikovanju več struktur. Mesto je Cesare Brandi poimenoval Kamniti vrt in je trenutno na seznamu Unescove svetovne dediščine. Številne novejše strukture so zgrajene iz mehkega lehnjakovega kamna, ki pod sončno svetlobo prevzame medeno tonalnost. Deli stolnice pa so se leta 1996 nepričakovano podrli.
Mesto, ki je leta 1817 izgubilo status glavnega mesta pokrajine, se je 16. maja 1860 uprlo Bourbonom in vrata odprlo Giuseppu Garibaldiju in njegovi odpravi. Pet mesecev kasneje, 21. oktobra, je plebiscit zapečatil priključitev Nota Piemontu.
Leta 1844 je bil Noto imenovan za škofijo, vendar je leta 1866 utrpel ukinitev verskih cehov, ki so bili tesno povezani z mestnimi strukturami in zgradbami.
Noto je bil osvobojen fašistične diktature Benita Mussolinija julija 1943. Notinezi so na referendumu 1946 glasovali za monarhijo.

## Glavne znamenitosti
Noto slovi po zgradbah iz zgodnjega 18. stoletja, od katerih mnoge veljajo za najlepše primere sicilskega baročnega sloga. To je kraj številnih verskih zgradb in več palač.

### Palače in druge stavbe
- Palazzo Ducezio, sedanja mestna hiša. Oblikoval Vincenzo Sinatra, v njem so freske v neoklasicističnem slogu Antonia Mazze.
- Palazzo Astuto.
- Palazzo di Villadorata na ulici Nicolaci, ki jo je leta 1733 zgradil P. Labisi.
- Palazzo di Lorenzo del Castelluccio
- Mestna knjižnica

### Verske stavbe
- Stolnica v Notu (Cattedrale di San Nicolò di Mira, končana leta 1776).
- Cerkev Santa Caterina.
- Cerkev San Corrado.
- Cerkev Collegio di San Carlo.
- Cerkev Sacro Nome di Gesu.
- Samostan Santa Chiara (1735), ki ga je zasnoval Gagliardi. Ima ovalno obliko, notranjost je razdeljena z dvanajst stebri, tu je Madona z otrokom iz 16. stoletja.
- Cerkev San Michele Arcangelo.
- Cerkev Santa Maria della Scala.
- Santissimo Salvatore: cerkev in benediktinski samostan
- Cerkev San Nicola di Mira.
- Cerkev Santa Chiara z dragoceno Madonno (avtor Antonello Gagini).
- Cerkev San Francesco d'Assisi (Immacolata).
- in druge.

### Arheološka nahajališča
Ostanki antičnih struktur so skoraj v celoti skriti pod ruševinami srednjeveškega mesta, razen treh komor, vrezanih v skalo. O eni je zapisano v knjižnici v Notu, da je pripadala gimnaziju, drugi dve pa sta heroa (svetišči junakov). Raziskave so odkrile štiri pokopališča iz tretjega sikulskega obdobja in eno iz grškega obdobja. Med drugimi najdbami so katakombe krščanskega obdobja in več bizantinskih grobnic.
Približno 6 kilometrov južno od Nota na levem bregu reke Tellaro (Helorus) stoji približno 10 metrov visok kamniti steber, ki naj bi bil spomin na predajo Nikija. V 3. stoletju pred našim štetjem so na pravokotnem območju, ki ga obdaja, izkopali grobnico, ki je uničila očitno že obstoječo grobnico. Odkriti so bili ostanki kasnejšega pokopališča, ki je pripadal nekropoli grškega mesteca Helorus, 750 metrov jugovzhodno. Villa Romana del Tellaro je rimska vila, ki stoji južno od Nota.

## V popularni kulturi
V soseski Noto je Istituto di Radioastronomia di Bologna v okviru Consiglio Nazionale delle Ricerche postavil 32-metrski radioteleskop. Deluje v sodelovanju s podobnim instrumentom v Medicini v Bologni.
Mesto vsako leto od 1980-ih vsako leto organizira cvetlični festival Infiorata, ki Corrado Nicolaci obloži s cvetličnimi mozaiki.
Ena epizoda filma L'Avventura (1960), ki ga je režiral Michelangelo Antonioni, je bila posneta v Notu in ima pogled na stolnico in trg.

## Četrti
Baulì, Buonivini (pomeni 'dobro vino'), Calabernardo, Castelluccio, Cipolla, Coda di Lupo, Falconara, Fondo Morte, Lenzavacche, Lido di Noto, Madonna Marina, Pantano Longarini, Pietà San Giovannello, Reitani, Rigolizia, San Corrado di Fuori, San Lorenzo, San Marco, San Paolo, Santa Lucia, Serra di Vento, Testa dell'Acqua, Vendicari and Villa Vela.
V okolici živi več kakovostnih pridelovalcev vina.

## Galerija
- Pogled na mestno hišo v Notu.
- Gledališče
- Stolnica v Notu
- Cerkev sv. Karla Borromejskega
- Cerkev San Francesco all'Immacolata
- Cerkev Carmine
- Slavolok
- Cerkev Santissimo Crocifisso
- Cerkev Santa Chiara
- Via Nicolaci